# Železniška postaja Ivančna Gorica
Železniška postaja Ivančna Gorica je ena izmed železniških postaj v Sloveniji, ki oskrbuje bližnje naselje Ivančna Gorica.